# Topsning
Topsning är en metod för att erhålla DNA från en person. Det utförs genom att med en sticka först skrapa på insidan av kinden och sedan doppa den i saliven under tungan. Alternativt skrapas endast insidan av kinden, utan efterföljande moment under tunga.

## Användning
Metoden används både av polismyndigheter, för att säkerställa någons identitet och eventuella koppling till ett brott, och i samband med släktforskning. 

### Antropologi och släktforskning
Under 2000-talet har det blivit en viktig del av både släktforskning och forskning relaterad till antropologi och historiska folkvandringar.
2005 startade National Geographic Society i samarbete med IBM forskningsprojektet Genographic Project, där fram till 2017 över 800 000 personer världen över blivit topsade för att koppla deras DNA till personer i samma eller andra länder. Genom att undersöka y-DNA respektive mitokondrie-DNA kan man få ledtrådar till släktskap efter någons manlig respektive kvinnliga härstamning.[källa behövs]

### Polisiär användning i Sverige
Under 2012 utförde polisen 28 889 topsningar i Sverige och Rikspolisstyrelsen har satt 50 000 topsningar per år som mål.
Topsningar regleras i Rättegångsbalken (1942:740) 28 Kap. 12§, 12a§ och 12b§.
Topsningar kan utföras på alla som är skäligen misstänkta för ett brott som har fängelse i straffskalan och provet får då jämföras med, och sparas i, polisens DNA-register (12a§). Topsningar kan även utföras på den som inte skäligen kan misstänkas för ett brott, men får då inte jämföras med polisens DNA-register (12b§).
En kroppsbesiktning får inte utföras så att den som undersöks riskerar framtida ohälsa eller skada (12§).